# Ellen Bernkopf-Catzenstein
Ellen Bernkopf-Catzenstein (auch: Ellen Bernkopf, Künstlername: E. Colmar; * 4. April 1904 in Hannover; † 20. Januar 1992 in Jerusalem) war eine deutsche Bildhauerin.

## Leben
Im Deutschen Kaiserreich wurde Ellen Catzenstein 1904 als Tochter des jüdischen Arztes Leo Catzenstein (eigentlich: Louis Catzenstein) und der Anna Catzenstein in Hannover geboren. Sie war die Schwester des Galeristen Franz Catzenstein. Nach dem Besuch der Schule durchlief sie zunächst eine künstlerische Ausbildung bei Hermann Scheuernstuhl und dem Holzschnitzer Ostermann an der Kunstgewerbeschule Hannover. Anschließend wechselte sie an die Akademie der Künste in Berlin und in die Bildhauerklasse der Unterrichtsanstalt des Kunstgewerbemuseums Berlin, wo sie durch die Bildhauer Walter Reger und Edwin Scharff unterrichtet wurde.
Nach dem Ersten Weltkrieg freundete sich Catzenstein in der Weimarer Republik mit der Künstlerin Gerda Rotermund an – diese Freundschaft hielt lebenslang; ihre Korrespondenz ist heute im Ellen-Bernkopf-Archiv dokumentiert (siehe Abschnitt weiter unten).
Während ihres Aufenthaltes in Paris 1926/27 gemeinsam mit Gerda Rotermund arbeitete Catzenstein mit dem Bildhauer Jacques Loutchansky zusammen.
Ellen Catzenstein war 1927 in Hannover Gründungsmitglied der hannoverschen GEDOK, deren Bildhauerei-Gruppe sie leitete.
Nachdem sie 1928 eine Provence-Reise mit Mara Matthiesen und Gerda Rotermund unternommen hatte, siedelte sie im selben Jahr nach Berlin über, um unter dem Künstlernamen Ellen Colmar Arbeiten in Ton und Stein auszuführen und in ihrem ersten eigenen Atelier in Berlin-Wilmersdorf, Jenaer Straße 3 zu verkaufen.
Im Jahr der Machtergreifung durch die Nationalsozialisten wurde 1933 eine Ausstellung in Hannover gezeigt, die jedoch „im Zuge der nationalsozialistischen Kulturpolitik in den Zeitungen diffamiert wurde“. Noch im selben Jahr unternahm Ellen Catzenstein eine „Hollandreise“ und emigrierte – ohne ihre Eltern – zunächst in die Schweiz, dann nach Italien.
Ebenfalls 1933 emigrierte ihr Bruder Franz zunächst nach Zürich, dann ins Exil nach London.
1936 lernte Catzenstein in Palästina Hans Bernkopf kennen, Professor für Virologie an der Hebräischen Universität Jerusalem, im selben Jahr starb Catzensteins Vater in Hannover. Im Juli 1937 heiratete Ellen Bernkopf-Catzenstein den Professor, allerdings konnte sie erst im Dezember des Jahres von Athen aus ein Visum nach Palästina erhalten und dorthin ausreisen.
Im Jahr der Reichspogromnacht in Deutschland kam 1938 Tochter Yael in Catzensteins neuer Heimat zur Welt. 1939 gelang auch der bis dahin in Hannover ausharrenden Witwe, Anna Catzenstein, Großmutter der kleinen Yael, die Flucht nach Palästina. Ellen verdiente den Lebensunterhalt von 1940 bis 1947 mit Privatunterricht in Jerusalem. 1947 präsentierte sie ihre eigenen Werke, insbesondere Porträts, Reliefs und Figuren aus Terrakotta und Bronze, in einer Kollektivausstellung mit Joseph Kossonogi in Tel Aviv.
Von 1947 bis 1950 hielt sich Ellen Bernkopf-Catzenstein in den USA auf: Im Dezember 1947 in New York City hatte sie eine Ausstellung in der Bertha Schaefer Gallery, später in Ann Arbor, Michigan. Im keramischen Studio „The Potter's Guild“ arbeitete sie wieder als Lehrerin, um 1948 im Jewish Museum (New York City) auszustellen.
1950 kehrte Bernkopf-Catzenstein nach Jerusalem zurück und wurde dort als Krankengymnastin für behinderte Kinder tätig.
Zwischen 1951 und 1955 unternahm sie verschiedene Reisen nach Europa. Von 1968 bis 1969 arbeitete sie in Genf in der Gießerei Pastori an ihrem „Mahnmal für die Opfer der Gewalt“. Es wurde – nach dem Bocholter Stadtlexikon – im Frühjahr 1970 an der von der Künstlerin gewünschten Stelle, „zwischen den Aa-Brücken, vor dem Südhaus“ aufgestellt:

„Es steht für die Kriegs- und Ziviltoten der Weltkriege und die in den Konzentrationslagern Umgekommenen.
Die Künstlerin, selbst Verfolgte des Nazi-Regimes, wollte eine stille Skulptur mitten im Verkehr der Stadt. Das Mahnmal sollte nicht an einer abgelegenen Stelle, etwa einem Friedhof, stehen, wo es nur an offiziellen Trauertagen ins Bewusstsein der Bevölkerung rückte.
Die Skulptur ist eine lebensgroße auf einem Sockel sitzende Figur, die mit verschränkten Armen und leicht geneigtem Kopf nachzudenken scheint. Frau Bernkopfs Absicht war, dass vorübereilende Menschen, vor allem Kinder, sich nicht erschrecken, sondern zum Nachdenken und zu Fragen angeregt werden.“

„1999 fand das Denkmal im Zuge der Baumaßnahmen um den Neutor-Platz den heutigen Standort.“
1987 machte Ellen Bernskopf-Catzenstein in ihrer Geburtsstadt Hannover von sich reden: Im Rahmen der Ausstellung „60 Jahre GEDOK Hannover 1927–1987“ wurde zugleich eine Retrospektive der gebürtigen Hannoveranerin präsentiert.

## Werke (unvollständig)

### Schriften
- Ellen Bernkopf: Den Opfern. In: UNSER BOChOLT, Jg. 21 (1970), Heft 1, S. 8/9

## Ellen-Bernkopf-Archiv
1993 übergab die Tochter Ellen Bernkopfs, Yael Arnold-Baran, den schriftlichen Nachlass ihrer Mutter an die Akademie der Künste in Berlin.

## Ehrungen
Nachdem der Rat der Stadt Hannover 1999 beschlossen hatte, neue Straßen überwiegend nach Frauen zu benennen, die in der Geschichte der Stadt eine bedeutende Rolle gespielt haben, wurde im August 2011 eine Broschüre herausgegeben, die Angaben über bisherige Straßenbenennungen nach weiblichen Persönlichkeiten gibt und eine Reihe von Personen listet, nach denen zukünftig Straßenbenennungen erfolgen sollten. Unter letzteren ist auch eine Kurzbiographie zu Ellen Bernkopf enthalten.